# Underwoodia columnaris
Underwoodia columnaris är en svampart som beskrevs av Peck 1890. Underwoodia columnaris ingår i släktet Underwoodia, ordningen skålsvampar, klassen Pezizomycetes, divisionen sporsäcksvampar och riket svampar.   Inga underarter finns listade i Catalogue of Life.